# Душилиха
Душилиха — деревня на севере Бежаницкого района Псковской области России. Входит в состав сельского поселения муниципальное образование «Добрывичская волость».
Расположена на правом берегу реки Уды, в 33 км к северу от райцентра Бежаницы и в 4 км к юго-западу от волостного центра Добрывичи.

## Население
| 2001 | 2002 | 2010 |
| ---- | ---- | ---- |
| 22   | ↘12  | ↘7   |